# Lauren Ransan
Lauren Ransan est une réalisatrice française.

## Débuts
Elle grandit à La Réunion, après des études d'histoire de l'art, d'archéologie et de valorisation du patrimoine culturel à Toulouse, elle revient sur l'île en 2008 et poursuit en Master Information-Communication à l'Université de La Réunion.
À partir de 2008, elle se forme à la réalisation audiovisuelle en intégrant le mouvement kino avec le Kino Réunion.
De 2011 à 2013, elle est monteuse-cadreuse sur des émissions de flux TV aux côtés de Virginie Darmalingom.
Depuis 2013, elle écrit et réalise ses propres films.

## Biographie

### Documentaire
Elle a écrit et réalisé plusieurs documentaires sur les recherches archéologiques nouvelles menées dans la zone australe. Ils sont régulièrement utilisés comme support pédagogique et de communication par les institutions, et diffusés chaque année pour les Journées Nationales de l'Archéologie.
En 2013, elle participe à l'ultime mission archéologique sur l'îlot de Tromelin et réalise 1000 heures à Tromelin sur l'histoire des esclaves oubliés. Ce documentaire est programmé au Musée d'Aquitaine, puis intégré à l'exposition itinérante « Tromelin, l'île des esclaves oubliés » de l'INRAP et du GRAN (Groupe de Recherches en Archéologie Navale). En 2014, il clôt la 13e édition du Festival du Voyage, Le Grand Bivouac à Albertville.
En 2015, elle réalise Terre Marronne sur la naissance de l'archéologie réunionnaise et les recherches scientifiques autour du marronnage, pan historique le plus méconnu de La Réunion. Ce documentaire, le premier à traiter le marronnage sous un angle scientifique, est inscrit au programme scolaire par l’Éducation Nationale, puis intégré à la Fondation pour la mémoire de l'esclavage et la Ligue de l'Enseignement,. En 2016 Terre Marronne prend part à l'exposition publique « Mar[r]on[n]ages » de la Région Réunion pour mieux connaître l’histoire de l’esclavage et ses formes de résistance sur le territoire réunionnais.
En 2016 et en 2018, elle embarque sur le Marion Dufresne pour réaliser deux documentaires sur le patrimoine historique des îles subantarctiques françaises : Murmures dans les rugissants pour le 60e anniversaire des TAAF et Terres extrêmes qui retrace une mission archéologique sur le patrimoine des Îles Crozet, Kerguelen et Amsterdam.
Murmures dans les rugissants est sélectionné et diffusé à bord d'Air Austral sur tous ses longs courriers et au Festival international du film d'Amiens dans la catégorie Jules Verne pour le 250e anniversaire de la découverte de l'archipel Kerguelen.
Elle réalise également Archéologie Australe, une série documentaire pour la DAC Réunion et participe dans ce cadre aux travaux de recherches archéologiques à La Réunion, notamment ceux menés dans la Caverne des Lataniers et ses pierres gravées.
ArchéoTV et OI Film Océan Indien sont les diffuseurs de ses documentaires,.

### Fiction
En 2019, elle co-fonde avec Abel Vaccaro la société de production Wopé ! et oriente son travail d'écriture et de réalisation vers la fiction.

#### 25€12
En 2021, elle réalise avec Abel Vaccaro  25€12, un court-métrage satyrique sur le monde de la publicité. Écrit dans le cadre de l'appel à projet régional « La Réunion, ce qui nous rassemble » et réalisé sous forme de coupure pub, ce film est diffusé le 11 mai 2021 en simultané sur toutes les chaînes réunionnaises.

#### Sentier Paradis
Toujours en 2021, elle réalise le court-métrage Sentier Paradis inspiré de l'histoire vraie d'un couple perdu sur le Volcan de La Réunion en 1970, et met en scène Didier Super et Mathilde Feuerbach sur une musique originale composée par Fuzati du Klub des Loosers.
Le film diffusé dans toute la France est remarqué en festivals et reçoit plusieurs distinctions.

#### Somin Gazé
En 2022, elle réalise avec Abel Vaccaro la première création originale Canal+ Réunion : la série Somin Gazé.
Cette série humoristique de 24 épisodes est diffusée sur tout le territoire français. Elle raconte l'histoire de deux frères que tout sépare, l'un est obsédé par leur mère disparue tandis que le second, unijambiste, veut prouver au monde entier qu'il peut faire le Grand Raid, la course la plus dure au monde.
Somin Gazé est la première série réunionnaise réalisée intégralement en décor naturel. Des épisodes sont tournés dans les lieux les plus reculés et difficiles d'accès de l'île comme Mafate ou encore le Piton des Neiges. Sous la forme d'un road trip autour de La Réunion et du monde, Somin Gazé met en scène des personnalités et comédiens locaux tels que Marie-Alice Sinaman, Kaf Malbar et Marie Payet, mais aussi nationaux tels que Bun Hay Mean, Ophélie Winter et Estèban.

#### Au fond du trou
En 2023, elle réalise avec Abel Vaccaro Au fond du trou, une fiction qui aborde l'histoire vraie des Enfants Réunionnais de la Creuse. Le film est interprété par Gustave Kervern, figure emblématique du Groland et Elise Larnicol, membre de la troupe Les Robins des Bois.
En 2025, Au fond du trou intègre le programme "Francophone culture in Shorts" de l’Université Américaine de Paris, pour parler de la relation complexe que la France entretient avec ses départements d'Outre-mer.

### Émission TV
En 2024 et 2025 elle coréalise la série CARI VIP, une création originale Canal+ Réunion. Chaque épisode réunit quatre personnalités réunionnaises autour de la table du caritologue André Béton. Le principe étant pour ses protagonistes de parler de l'histoire de La Réunion et partager l’art de vivre créole à un large public, la série étant diffusée dans toute la France.
Elle apparait dans le dernier épisode de la série, en tant qu'ultime invitée du caritologue elle se livre sur son parcours de réalisatrice.

## Filmographie

### Série TV
- Cari VIP, saison 01 et 02, 2024-2025[35],[34]
- Somin Gazé, 2022

### Courts métrages
- Au fond du trou, 2024[36]
- Sentier Paradis[37], 2021
- 25€12, 2021

### Documentaires
- Terres extrêmes, 2018
- Murmures dans les rugissants, 2016
- Terre Marronne, 2015
- 1000 heures à Tromelin, 2014
- Archéologie Australe, série, 2014-2016

## Distinctions
Pour le film Sentier Paradis :
- Label Short Film Market Picks, Festival International du court-métrage de Clermont-Ferrand 2022[38]
- Mention Spéciale, GIFF, Genesis International Film Festival 2022[39]
- Meilleure Photographie, ARFF Paris, Around Film Festival 2022[40]
- Meilleur court-métrage, ARFF Amsterdam, Around Film Festival, novembre 2022[41]
- Meilleur Drame, New York Movie Awards, mai 2022[41]
- Meilleure réalisation féminine, Cult Critic Movie Awards, Calcutta, mai 2022[41]
- Mention Honorable, London Seasonal Short Film 2022[41]

Sélections officielles :
- 17e Rencontres du Film Court de Madagascar, 2022
- Ouchy Film Awards, Lausanne, Suisse, 2022[42]
- Jean-Luc Godard Awards, Inde, 2022[réf. nécessaire]
- Festival Court Derrière, La Réunion, 2022[43]
- Paradise Film Festival, Budapest, 2022[41]
- Milan Gold Awards, Italie, 2021[réf. nécessaire]
- Paris Film Awards, France, 2022[réf. nécessaire]

Pour le film Au fond du trou : 
- Mention spéciale compétition panafricaine fiction, Madagascourt, 2024 [44]
- Sélection officielle du Festival du Film Court de Saint-Pierre, 2024 [45]